# Современный спиритуализм
«Современный спиритуализм» (фр. Spiritisme abracadabrant) или «Волшебный спиритуализм» — немой короткометражный фильм Жоржа Мельеса, снятый в 1900 году. Премьера в США состоялась лишь в 1903 году.

## Сюжет
Комик в пальто и цилиндре собирается раздеться в комнате, где обитает проказливый дух. Он кладёт свой зонт на табурет, но стоит ему отвернуться, как зонт молниеносно улетает. Удивлённый герой кладёт на табурет цилиндр, но тот поднимается в воздух и прячется за табурет. Пока несчастный его ищет, цилиндр возвращается на место. Мужчина перекладывает его на столик и начинает снимать пальто. Не успевает он сбросить пальто, как цилиндр вновь оказывается у него на голове. Вернув цилиндр на столик, он обнаруживает, что пальто снова на нём. И цилиндр тоже. Он безуспешно пытается раздеться, то отбрасывая непослушные вещи, то придавливая их, но пальто и цилиндр из раза в раз неумолимо оказываются на нём. Не в силах бороться с шаловливым духом, человек в негодовании устремляется прочь из комнаты.

## В ролях
- Жорж Мельес